# Colletes atacamensis
Colletes atacamensis là một loài Hymenoptera trong họ Colletidae. Loài này được Janvier mô tả khoa học năm 1955.